# Суплинбурги
Суплинбургите (на немски: Supplinburger; Süpplingenburg) са фамилията на римско-германския император Лотар III. Наречени са на мястото Суплингенбург (днес Süpplingenburg) в днешна Долна Саксония в Северозападната част на Германия.

## Родословен списък
1. Лиутгер († сл. 1031), 1013 граф, от 1021 г. граф в Харцгау и Нордтюринггау, доказан 1013 – 1031
  1.  ? Лутер († сл. 1063), граф в Нордтюринггау и Дерлингау (1042 – 1062)
  2. Бернхард († пр. 1069), 1052 граф в Харцгау, Дерлингау и Нордтюринггау, 1043 – 1062 доказан, ∞ Ида от Кверфурт, дъщеря на граф Гебхард I фон Кверфурт († ок. 1017)
    1. Гебхард фон Суплинбург († 9 юни 1075 в Битка при Хомбург на Унструт), 1052 граф в Харцгау, ∞ Хедвиг от графсфво Формбах, вдовица на един граф Хайнрих, дъщеря на Фридрих фон Формбах и Гертруда фон Халденслебен (омъжва се трети път за Дитрих, от 1090 херцог на Горна Лотарингия († 30 декември 1115) (Дом Шатеноа Елзас)
      1. Лотар III (* юни 1075 пр. 9., † 4 декември 1137 в Брайтенванг в Тирол), 1100 граф, 1106 херцог на Саксония, Майнц 24 август 1125 германски крал, Рим 8 юни 1133 римско-германски император, погребан в Кьонигслутер; ∞ 1100 Рихенза Нортхаймска († 1141), дъщеря наследничка на Хайнрих Дебели, граф на Нортхайм и Гертруда от Брауншвайг
        1. Гертруда (* 18 април 1115, † 18 април 1143), погребана в Клостернойбург; ∞ I 29 май 1127 на Гунценле Хайнрих Горди, 1126 – 1138 херцог на племенното херцогство Саксония, 1137 – 1139 херцог на Бавария и маркграф на Тусция († 20 октомври 1139 в Кведлинбург), погребан в Кьонигслутер (Велфи), ∞ II 1 май 1142 Хайнрих II Язомиргот, 1141 маркграф и 1156 херцог на Австрия († 13 януари 1177), погребан в Шотенщифт във Виена (Бабенберги)

      2. Ида († 3 март 1138), погребана в манастир Михаелбойерн; ∞ Зигхард IX граф на Тенглинг (Зигхардинги), обезглавен 5 февруари 1104 в Регенсбург

    2. Дитмар († 1093), епископ на Халберщат (от 1 февруари 1089 до 16 февруари 1089)